# Gogol Bordello
Gogol Bordello ist eine Band aus New York, die 1999 gegründet wurde. Der Sound der Band wurde von traditioneller Musik der Roma inspiriert und mischt diese mit Punk und Dub. Die Texte sind hauptsächlich auf Englisch verfasst, aber auch in Ukrainisch und Romani. Zur klassischen Punkband-Besetzung (Gesang, Schlagzeug, E-Gitarre, Bass) wurden Akkordeon und Geige hinzugefügt, des Weiteren sind für die Liveshows ein Perkussionist und zwei Tänzerinnen, die ebenfalls zur Perkussion beitragen, Teil der Band.

## Bandgeschichte
Die Band wurde 1999 vom ukrainischen Immigranten Eugene Hütz (russisch: Евгений Гудзь), einer Reihe von aus Osteuropa und Israel stammenden Musikern und einem amerikanischen Schlagzeuger gegründet. Sie hatten zuvor zusammen auf Hochzeiten gespielt. Der Name bezieht sich auf den Schriftsteller Nikolai Wassiljewitsch Gogol und dessen Verbindung zu Bordellen.
Im amerikanischen Film Alles ist erleuchtet von Liev Schreiber mit Elijah Wood treten Gogol Bordello auf. Eugene Hütz spielt dabei eine der Hauptrollen und seine Band kommt ebenfalls kurz vor.
Am 7. Juli 2007 begleitete die Band Madonna beim Auftritt mit ihrem Hit La Isla Bonita im Rahmen des Live-Earth-Konzerts im Wembley-Stadion in London. Bereits vorher hatte die Band einen Auftritt im ersten unter Madonnas Regie gedrehten Film Filth and Wisdom, der auf der Berlinale 2008 seine Premiere erlebte und in dem Hütz die Hauptrolle spielt.
Das fünfte Studioalbum von Gogol Bordello Trans-Continental Hustle wurde nach Hütz’ zweijährigem Aufenthalt in Brasilien von Latin-Einflüssen geprägt. Als Produzent diente dabei der mehrfache Grammy-Preisträger Rick Rubin.
Seit dem russischen Überfall auf die Ukraine 2022 veröffentlichten Gogol Bordello den Geschehnissen gewidmete Stücke und nahmen an verschiedenen Benefizveranstaltungen teil. 2023 veröffentlichten sie mit Künstlern wie Jello Biafra, Tre Cool, Joe Lally, Monte Pittman und Roger Miret den Titel United Strike Back, der für die Unterstützung der Ukraine wirbt. Die Erlöse sollen einer Hilfsorganisation zur Rehabilitation und Versorgung verwundeter Soldaten zugutekommen.

## Diskografie

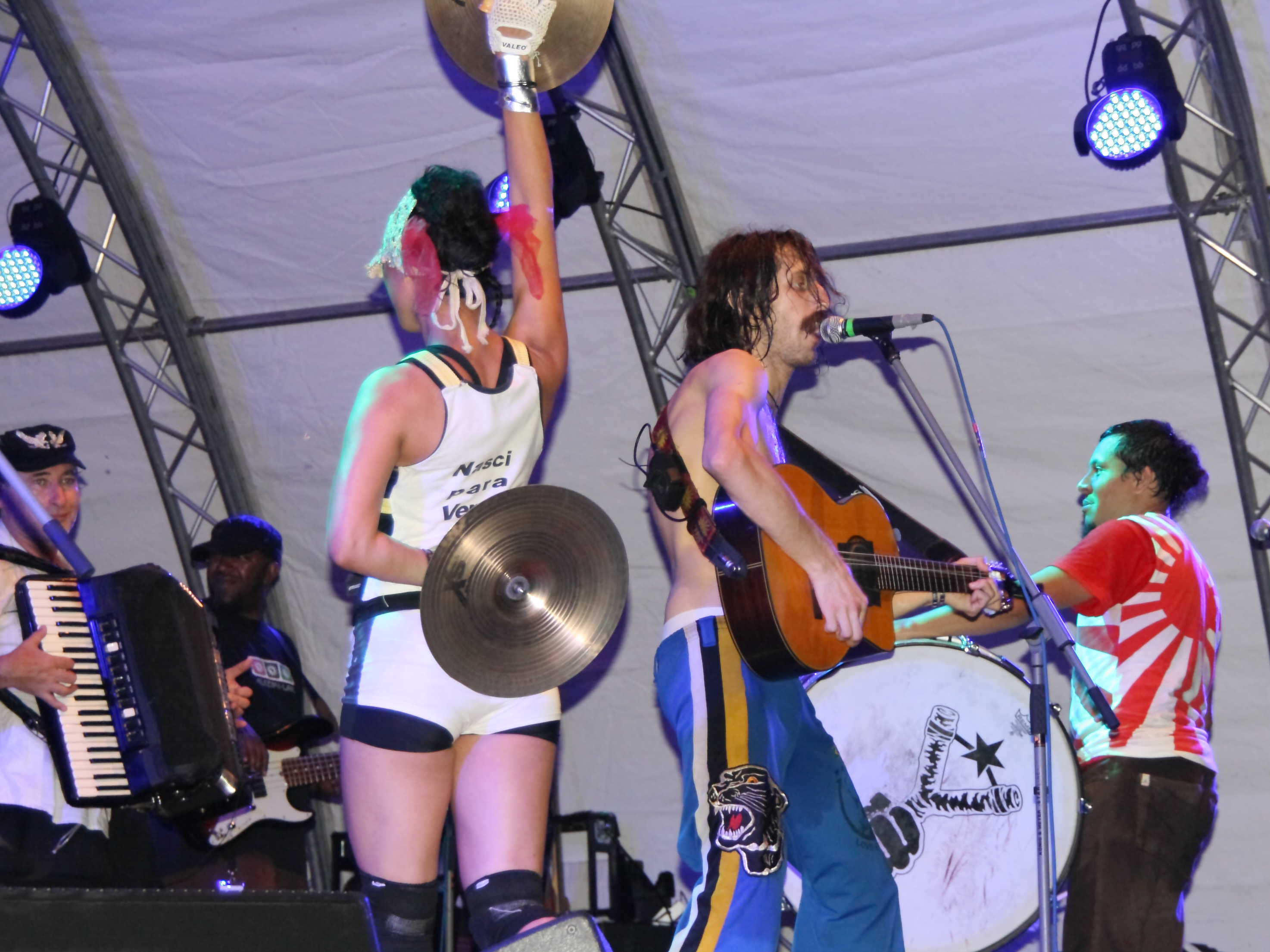
Gogol Bordello live beim TFF.Rudolstadt 2009

### Alben
- Voi-La Intruder (1999)
- Multi Kontra Culti vs. Irony (2002)
- Gogol Bordello vs. Tamir Muskat - J.U.F. (2004)
- East Infection (2005)
- Gypsy Punks: Underdog World Strike (2005)
- Super Taranta! (2007)
- Live from Axis Mundi (2009)
- Trans-Continental Hustle (2010)
- Pura Vida Conspiracy (2013)
- Seekers And Finders (2017)
- Solidaritine (2022)

### Singles
- When the Trickster Starts A-Pokin (2001)
- Start Wearing Purple (2005)
- Not a Crime (2006)
- Wonderlust King (2007)